# 빨간약 (음악 그룹)
빨간약은 2015년 싱글 《꿈》으로 데뷔한 대한민국의 음악 그룹이다.

## 방송
- 가스펠스타C 5 (2015) - Top10

## 음반
- 꿈 (2015)
- 가스펠스타C 시즌5 (2015)
- 그의 것 (2016)
- 지금이잖아 (2016)
- 사랑하자 (2017)
- 우리는 복이 있다 (2019)
- First Christmas (2019)
- 소원 (2020)